# Svend Aage Thomsen
Svend Aage Folmer Thomsen (ur. 19 listopada 1918 w Nørresundby, zm. 30 października 1974 w Aalborgu) – duński zapaśnik walczący w stylu klasycznym. Dwukrotny olimpijczyk. Zajął jedenaste miejsce w Londynie 1948 i dziewiąte w Helsinkach 1952. Walczył w kategorii do 52 kg.
Mistrz Danii w: 1940, 1942, 1944, 1947, 1948 i 1951; drugi w 1945 i 1950 roku.

## Letnie Igrzyska Olimpijskie 1948
| Konkurencja          | Rundy eliminacyjne      | Rundy eliminacyjne  | Klas. końcowa |
| Konkurencja          | Przeciwnik I            | Przeciwnik II       | Miejsce       |
| -------------------- | ----------------------- | ------------------- | ------------- |
| 52 kg styl klasyczny | Pietro Lombardi (ITA) P | Kenan Olcay (TUR) P | 11.           |

## Letnie Igrzyska Olimpijskie 1952
| Konkurencja          | Rundy eliminacyjne  | Rundy eliminacyjne      | Rundy eliminacyjne     | Klas. końcowa |
| Konkurencja          | Przeciwnik I        | Przeciwnik II           | Przeciwnik III         | Miejsce       |
| -------------------- | ------------------- | ----------------------- | ---------------------- | ------------- |
| 52 kg styl klasyczny | Josef Zeman (TCH) Z | Boris Guriewicz (SUN) P | Borivoje Vukov (YUG) P | 9.            |